# Republiška skupnost za ceste Slovenije
Die Republiška skupnost za ceste Slovenije, zu deutsch Gemeinschaft für die Straßen der Republik Slowenien war von 1971 bis 1983 als Nachfolger der Skupnost cestnih podjetij Slovenije die Straßenverwaltungsgesellschaft Sloweniens und wird heute durch die DARS d.d. ersetzt.